# شبح هارنهال
شبح هارنهول (بالإنجليزية: The Ghost of Harrenhal)‏ هي الحلقة الخامسة من الموسم الثاني من المسلسل الفانتازي صراع العروش، والمُقتبس من سلسلة روايات أغنية الجليد والنار للمؤلف جورج ر. ر. مارتن، وهي الحلقة رقم 15 من المسلسل ككل. عُرضت الحلقة لأول مرة في 29 أبريل 2012، على شبكة إتش بي أو المُنتجة للمسلسل، وكانت من كتابة ديفيد بينيوف، ودي. بي. وايس، ومن إخراج ديفيد بتراركا.

## ملخص الحلقة
في قلعة «هانهول»، يأمر (تايوين لانستر) (آريا) لتكون خادمة له، كما تتعرف على رجل يعرض عليها ثلاث خدمات سيقوم بفعلها لأنها كانت قد حررته من سجنه أثناء هجوم جنود الملك عليهم، وافقت على ذلك، وقامت باختيار شخص ليقوم ذلك الرجل بقتله، وهذا ما فعله حقاً. قبل اتفاق (كاتلين) على شروط التحالف، ذلك المخلوق السوداوي الذي ولدته (ميليزاندر) يقوم بمهاجمة (رينلي) وقتله، مما أجبر (كاتلين) و (برين) على الفرار من المخيم، وعندما يصبحوا بالغابة، تقوم (برين) بالقسم بأنها ستكون خادمة مطيعة لـ (كاتلين). أما (ثيون) فإنه يُثبت للجنود أنه ابن «الجزر الحديدية» ويستعد لمهاجمة «وينترفيل» أثناء غياب (روب) عنها.

## الإنتاج
سيناريو الحلقة كان من كتابة ديفيد بينيوف، ودي. بي. وايس، وأُختير ديفيد بتراركا لإخراجها. كان مارتن كنزي ‏ مديرًا لتصوير الحلقة، وكيتي وايلاند محررةً لها، أما موسيقى الحلقة التصويرية فكانت من تلحين رامين جوادي.

## نسب المشاهدة
| الموسم | الموسم | رقم الحلقة | رقم الحلقة | رقم الحلقة | رقم الحلقة | رقم الحلقة | رقم الحلقة | رقم الحلقة | رقم الحلقة | رقم الحلقة | رقم الحلقة | المتوسط |
| الموسم | الموسم | 1          | 2          | 3          | 4          | 5          | 6          | 7          | 8          | 9          | 10         | المتوسط |
| ------ | ------ | ---------- | ---------- | ---------- | ---------- | ---------- | ---------- | ---------- | ---------- | ---------- | ---------- | ------- |
|        | 1      | 2.22       | 2.20       | 2.44       | 2.45       | 2.58       | 2.44       | 2.40       | 2.72       | 2.66       | 3.04       | 2.52    |
|        | 2      | 3.86       | 3.76       | 3.77       | 3.65       | 3.90       | 3.88       | 3.69       | 3.86       | 3.38       | 4.20       | 3.80    |
|        | 3      | 4.37       | 4.27       | 4.72       | 4.87       | 5.35       | 5.50       | 4.84       | 5.13       | 5.22       | 5.39       | 4.97    |
|        | 4      | 6.64       | 6.31       | 6.59       | 6.95       | 7.16       | 6.40       | 7.20       | 7.17       | 6.95       | 7.09       | 6.84    |
|        | 5      | 8.00       | 6.81       | 6.71       | 6.82       | 6.56       | 6.24       | 5.40       | 7.01       | 7.14       | 8.11       | 6.88    |
|        | 6      | 7.94       | 7.29       | 7.28       | 7.82       | 7.89       | 6.71       | 7.80       | 7.60       | 7.66       | 8.89       | 7.69    |
|        | 7      | 10.11      | 9.27       | 9.25       | 10.17      | 10.72      | 10.24      | 12.07      | غ/م        | غ/م        | غ/م        | 10.26   |
|        | 8      | 11.76      | 10.29      | 12.02      | 11.80      | 12.48      | 13.61      | غ/م        | غ/م        | غ/م        | غ/م        | 11.99   |

## وصلات خارجية
- شبح هارنهول على موقع IMDb (الإنجليزية)
- شبح هارنهول على موقع ميتاكريتيك (الإنجليزية)
- شبح هارنهول على موقع روتن توميتوز (الإنجليزية)
- شبح هارنهول على موقع أول موفي (الإنجليزية)